# Schefflera argophylla
Schefflera argophylla är en araliaväxtart som beskrevs av David Gamman Frodin. Schefflera argophylla ingår i släktet Schefflera och familjen araliaväxter. Inga underarter finns listade.